# Wulfila maculatus
Wulfila maculatus är en spindelart som beskrevs av Arthur M. Chickering 1937. Wulfila maculatus ingår i släktet Wulfila och familjen spökspindlar.
Artens utbredningsområde är Panama. Inga underarter finns listade i Catalogue of Life.